# 梁成哲
梁成哲（？—？），山西省徐溝縣人，清朝政治人物、進士出身。
光緒三十年，會試第240名；殿試登進士三甲12名，后授法部主事。光緒三十三年複審，以知县归部即选。